# Exploitation de l'uranium en France

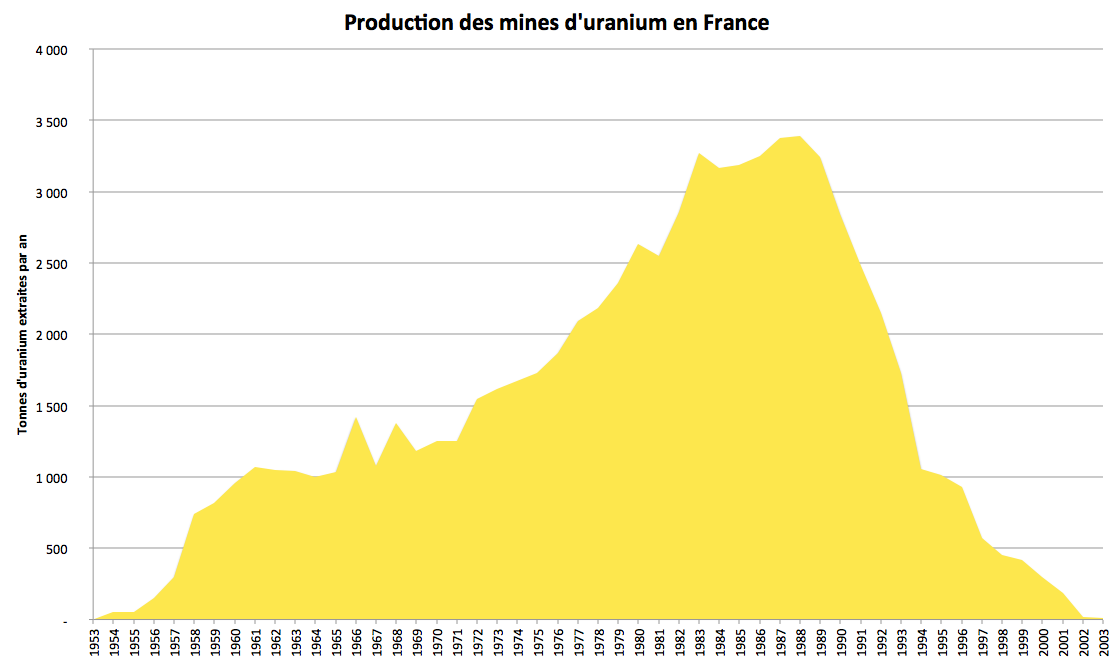
Production d'uranium des mines en France, de 1953 à 2002. Production totale cumulée : 75 965 tonnes

L'exploitation de l'uranium en France est l'activité des quelque 210 mines d'uranium qui ont été exploitées sur le territoire français, entre 1945 et 2001. Tous ces sites ont représenté une production d'environ 76 000 tonnes d'uranium. La production est destinée au programme nucléaire français, civil et militaire.
Ces mines se trouvent principalement dans le Massif central (Auvergne, Limousin, Languedoc) et le Massif armoricain (Vendée et Bretagne). Aujourd'hui totalement fermés, ces sites miniers ont connu des destins différents, entre renaturation et réhabilitation.

## Historique
- Cogema
- Comurhex
- Comurhex, Eurodif
- SICN, CERCA, CEA
- Cogema
- Framatome

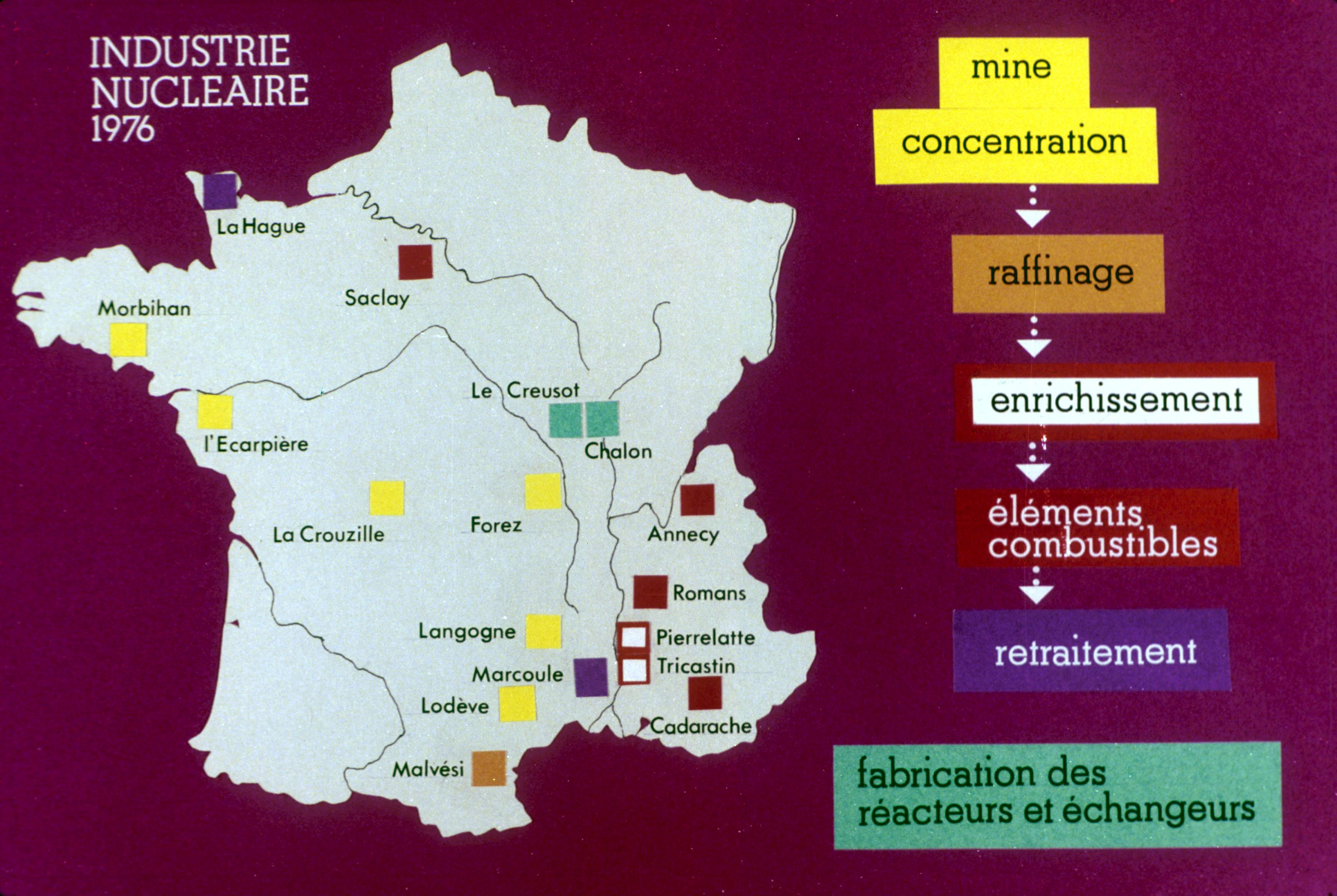
Carte de France de l'industrie nucléaire en 1976 :

Ayant fait le choix de devenir une puissance nucléaire, à la fois civile et militaire, la France a dès les années 1940 cherché à assurer son autosuffisance en uranium[réf. souhaitée]. 
Les gisements français les plus riches comptent un à cinq kilogrammes d'uranium par tonne de minerai, mais leur exploitation se fait dans des conditions difficiles (mines souterraines) et fait face à une opposition locale parfois très forte. Ces mines ont été ouvertes et exploitées, essentiellement par le Commissariat à l'énergie atomique (CEA), et à partir de 1976 par sa filiale la Cogema, avec quelques sociétés privées.
En France, l'extraction a démarré juste après la Seconde Guerre mondiale, par la création, le 18 octobre 1945, par le général de Gaulle, du CEA. 
Le premier patron de l’uranium français est André Savornin, ingénieur des Mines ayant une longue expérience minière en Afrique, nommé à la tête du service des recherches et exploitations minières du CEA. Malgré des moyens de fortune et des budgets minces, il lance très vite des commandos de prospection en France (Lachaux, Saint-Symphorien-de-Marmagne, Grury, le Limousin), à Madagascar, en Côte d’Ivoire et en Afrique-Équatoriale française. Le 2 décembre 1945 est créée, au sein du Muséum d’histoire naturelle, l’Ecole de Prospection du CEA, qui deviendra, en 1955, à La Crouzille, le CIPRA.
La France est alors dans la période du "temps des conquêtes" (1951-1958), selon Antoine Paucard, historien ayant documenté cette aventure. Au 31 août 1952, les effectifs miniers du CEA, en France et outre-mer, sont de 1 155 agents. Du début de l’année à la fin septembre 1952, ce sont 51 tonnes de métal qui ont été livrées à l’usine du Bouchet ; 9 tonnes sont en stock sur les divisions, soit une production totale de 60 tonnes. En juillet 1953, le CEA décide que le traitement chimique des minerais va désormais supplanter la voie physique. La première usine sera construite à Gueugnon, en 1955. La division de Vendée naît le 1er janvier 1954. En février 1954, le CEA découvre l'importante lentille de pechblende massive des Bois-Noirs, près de Saint-Priest-la-Prugne, dans les monts du Forez. Le 7 janvier 1956, le premier réacteur nucléaire français au graphite est mis en service à Marcoule. Il utilise l’uranium naturel. Son arrivée déclenche une vigoureuse reprise des recherches outre-mer: le CEA freine, puis on arrête le Maroc, mais va dans le Sahara : Adrar des Ifoghas, Aïr, Hoggar, Tibesti. Il va aussi en Oubangui-Chari et au Cameroun, en utilisant la prospection aérienne. Boko Songo, au Congo, un échec cuisant, est cependant arrêté. Fin décembre 1956, le CEA découvre "l’indice de Mounana", au Gabon, qui donnera une "magnifique truffe" de 5 000 tonnes d’uranium. La Compagnie des mines d'uranium de Franceville est fondée en février 1958.
Madagascar a été largement prospectée par le CEA entre 1945 et 1968, période pendant laquelle plusieurs aspects de l’exploitation du béryl et de divers minéraux d’uranium et de thorium seront successivement abordés : prospection, exploitation, traitement mécanique. Malgré une production cumulée de 1 000 tonnes d’uranium et de 3 200 tonnes de thorium, les résultats ne seront pas suffisants pour atteindre l’échelle industrielle. Les années 1960 marquent la fin de la Communauté française et la production nationale se concentre désormais uniquement sur le territoire métropolitain.
En 1976, le CEA cède l’exploitation de ses gisements métropolitains à la Cogema. L'École de prospection pour l'uranium à Razès, siège de la division minière du CEA est renommée Centre international d’enseignement en prospection et valorisation des minerais radioactifs industriels de Razès (CIPRA) et ferme en 1987,. 
Un maximum de production est atteint dans les années 1980, puis cette industrie décline jusqu'à la fermeture de la mine de Jouac, en Haute-Vienne, en 2001, alors que l'extraction est délocalisée, notamment au Niger. Le principal gisement connu et encore non exploité sur le territoire national correspond au site de Coutras, en Gironde, où la Cogema a mis en évidence un potentiel de 20 000 tonnes, (soit 0,5 % du total mondial), mais avec peu de sites suffisamment rentables.
Après la fermeture de la dernière mine française en 2001, quelques tonnes d'uranium sont encore produites annuellement jusqu'en 2011, par traitement des résines issues des eaux d'exhaure de l'ancienne mine de Lodève, dans le sud de la France.
Les anciens sites sont presque tous sous responsabilité d'Orano Cycle[réf. nécessaire]. Ce sont 210 sites d'exploration ou extraction (dont seuls une vingtaine ont produit plus de 1 000 t d'uranium) ainsi que des sites de traitement de minerais (huit sites avec usines) et des sites et de stockage de résidus de traitement (15 sites). Ces sites potentiellement dangereux sont répartis sur 25 départements et répertoriés par la base Mimausa de l'IRSN. Ils ont fourni 52 millions de tonnes de minerais dont 76 000 tonnes d’uranium et ont laissé environ 166 millions de tonnes de stériles radioactifs et 51 millions de tonnes de résidus de traitement.
Le musée Urêka, ouvert en juillet 2013 sur l'ancien site minier de Bessines en Haute-Vienne, retrace l'histoire de l'industrie nucléaire en France, les techniques de prospection, d'extraction de l'uranium, de traitement du minerai et des déchets radioactifs et de réaménagement des sites, en insistant sur l'histoire locale du Limousin.

## Localisation des mines
L'ensemble des sites miniers uranifères est répertorié sur la base de données du programme Mimausa', mise en place par l'Institut de radioprotection et de sûreté nucléaire.

### Gisements
La plupart des gisements se situent :
- dans le Massif central et en particulier en Limousin, dans le département de la Haute-Vienne où se trouvaient les sites les plus productifs (division minière de la Crouzille), et qui à lui seul a compté jusqu'à une cinquantaine de mines en exploitation. D'autres mines se situaient dans le Languedoc-Roussillon (Hérault et Lozère), en Rhône-Alpes (dans le département de la Loire), en Auvergne (ouest et sud-est de l’Allier; dans le Cantal; dans le centre-nord de la Haute-Loire), ainsi qu'en Aveyron et dans le Morvan ;
- en Vendée (division minière de Vendée), débordant sur les départements des Deux-Sèvres, de la Loire-Atlantique et du Maine-et-Loire) ;
- en Bretagne, 22 sites ont été exploités dans le Morbihan entre 1956 et 1984[9],[10],[11],[12] ;
- en Alsace.

D'autres gisements plus localisés ont été ponctuellement exploités dans le sud des Alpes ou le nord de l'Aquitaine.

### Traitement
Les usines d'extraction et concentration d'uranium à partir du minerai, toutes associées à une mine, étaient situées à :
- Bessines (La Crouzille, Haute-Vienne), cette usine traite les minerais de la Division de la Crouzille venant des mines de Margnac, Le Brugeaud, Fanay/Les Sagnes et le Fraisse, Bellezane ;
- Jouac/Le Bernardan (Haute-Vienne) ;
- Le Bosc (Hérault) ;
- Gueugnon (Saône-et-Loire) ; usine de traitement chimique des minerais ouverte en 1955 ;
- Les Bois-Noirs à Saint-Priest-la-Prugne, gisement découvert vers 1951, à la suite des découvertes puis exploitation des gisements de Lachaux (Puy-de-Dôme) en 1949 et Grury (Saône-et-Loire). En 2015, AREVA annonce l'abandon de son projet de réhabilitation du site uranifère des Bois Noirs[13], le site ayant été fermé en 1990. L'usine y est ouverte en 1960 par la Division du Forez/Grury ; elle remplace l'usine de Gueugnon pour cette division qui possède aussi la mine de Grury (Saône-et-Loire). La Division Minière du Forez est fermée à la suite de l’épuisement du gisement des Bois-Noirs en 1981[14] ;
- Le Cellier, hameau de la commune de Saint-Jean-la-Fouillouse (Lozère) ;
- Saint-Pierre (Cantal) ;
- la mine de l'Écarpière à Gétigné (usine située en Loire-Atlantique qui traite les minerais de la Division minière de Vendée, laquelle exploite les mines de l’Écarpière, de la Commanderie[15], du Chardon et de la Chapelle-Largeau. la mine de l’Ecarpière est située en la Loire-Atlantique tout proche du Maine-et-Loire), exploitée par AREVA NC, fermé en 1990 et depuis réaménagé. Crassier de 11 millions de tonnes de résidus radioactifs de forte radiotoxicité selon 3 études commandées de 1991 à 1993 par la commune à la CRIIRAD[16] ;
- la Mine de la Baconnière, à Roussay est aujourd'hui ennoyée, et selon la CRIIRAD source de contamination radioactive de l'environnement [16] ;
- la Mine du Chardon à Gorges fermée en 1991 pour partie ennoyée, avec au moins une résurgence[16].

Des traitements sommaires (lixiviation sur aires aménagées), ont eu lieu sur neuf autres sites.
Quinze crassiers de stériles sont reconnus par l'IRSN, dont - outre sur les huit lieux cités ci-dessus - à :
- Bellezane (Haute-Vienne)
- Montmassacrot (Haute-Vienne)
- Bertholène (Aveyron)
- Rophin (Puy-de-Dôme)
- La Ribière (Creuse)
- La Commanderie (Deux-Sèvres et Vendée)
- Teufelsloch (Haut-Rhin)

D'autres sites sont suivis pour avoir été consacrés à l’extraction (souterraine ou à ciel ouvert, en tranchée pour les plus petits sites), moindrement dans les Alpes et en Aquitaine.
| \| Salvanhac Saint-Pierre Bois Noirs Bancherelle Rophin Le Poyet Jorat Voirac Prades Labory Faye Gaulins Broaille L'Huis Vaussegre Mazille Bohars Traou ru Locmaria Kergonec Port Martin Clos-Mechain Carros Salle Ponto Kerler Keroc'h Kerhuennec Commanderie Bessines Puy de l'Âge Bellezane Fanay Montulat Piegut Margnac Bernardan La Ribière Monteil Crozant Salamanière Le Longy Les Salles Brejade La Porte Le Puech Chantemerle Martin Teufelsloch Kruth Rabejac Le Bosc Sénergues Cayroux Vic Bertholène Le Cellier Saint-Alban Arzenc Le Roube La Boual Le Cormier Kervin Tesson Coispean Mortiers Baconnière La Prée Écarpière Édrillère Émentuère Roya Raus Charbonnier Gueugnon Malvési Pierrelatte Tricastin Romans Marcoule Annecy \| Localisation non exhaustive des mines d'uranium, |
| Salvanhac Saint-Pierre Bois Noirs Bancherelle Rophin Le Poyet Jorat Voirac Prades Labory Faye Gaulins Broaille L'Huis Vaussegre Mazille Bohars Traou ru Locmaria Kergonec Port Martin Clos-Mechain Carros Salle Ponto Kerler Keroc'h Kerhuennec Commanderie Bessines Puy de l'Âge Bellezane Fanay Montulat Piegut Margnac Bernardan La Ribière Monteil Crozant Salamanière Le Longy Les Salles Brejade La Porte Le Puech Chantemerle Martin Teufelsloch Kruth Rabejac Le Bosc Sénergues Cayroux Vic Bertholène Le Cellier Saint-Alban Arzenc Le Roube La Boual Le Cormier Kervin Tesson Coispean Mortiers Baconnière La Prée Écarpière Édrillère Émentuère Roya Raus Charbonnier Gueugnon Malvési Pierrelatte Tricastin Romans Marcoule Annecy                                                        |